# Drušče
Drušče (nemško Druss) so majhna vasica na jugovzhodu Slovenije v občini Sevnica. Vas leži v kotlini in ima razgiban relief. Ima dolgo in bogato zgodovino, ki sega (po navedbah starih listin) v leto 800 našega štetja. Vas je porazdeljena po veliki površini in zajema: Hantinc, Pečice, Velike Drušče in Male Drušče. Vsa ta imena pa sestavljajo celotno vas Drušče. Na velikih Druščah stoji cerkev sv. Barbare, ki je zavetnica rudarjev. 

## Cerkev sv. Barbare
Kdaj je bila cerkev zgrajena ni znano, vendar se v zapisih omenja že okrog leta 1526, vendar je bila najverjetneje sezidana že prej. Ima tri zvonove. Na koru so orgle, ki so bile izdelane leta 1864. Cerkev je bila nekajkrat obnovljena in sicer med leti 1778 in 1781 ter leta 1901. Cerkev je bila sprva posvečena sv. Eliju, danes pa je posvečena sv. Barbari, zavetnici rudarjev, kmetov, kovačev… Goduje 4. decembra. 

## Zgodovina
Nastanek vasi ni znan, vendar je iz starih zapisov mogoče razbrati da je vas obstajala že v 8. stoletju. V knjižnem delu Zgodbe fare Škocjan je zapisano tudi nekaj dogodkov, ki so se zgodili na Druščah in sicer:
- Leta 1879 so na Druščah pobili vso živino, ker je bila okužena s kugo. Okužene živali so bile kupljene na Bučenskem sejmu.

- V letu 1881/1882 ni zapadlo nič snega, 3 leta kasneje pa zapisi omenjajo velike količine snega.

Bili so narejeni tudi popisi prebivalcev in hiš na Druščah in sicer:
- Leta 1660: 28 hiš in 144 ljudi

- Leta 1820: 29 hiš in 145 ljudi

- Leta 1900: 47 hiš in 197 ljudi

- Leta 1910: 55 hiš in 220 ljudi (takrat v župniji Škocjan vas z največ prebivalci)

V letih med drugo svetovno vojno, je bil na Druščah nemški štab. V vasi so imeli nemški vojaki zapore, jedilnico itd. Nedaleč stran (med Jablanicami in Telčami) je potekala nemško-italijanska meja. Povojni ostanki (bodeča žica, naboji, podporni zidovi itd.) so vidni še danes. 
Na Druščah se je v prejšnjem stoletju žgalo apno in oglje, bila pa je tudi kovačnica, kjer so izdelovali podkve za konje. Kovačnica stoji še danes.